# Мадам Икс (фильм, 1929)
«Мадам Икс» (англ. Madame X) — американская немая драма 1929 года времён докодексового Голливуда режиссёра Лайонела Бэрримора. Фильм основан на одноимённой пьесе 1908 года французского драматурга Александра Биссона. Фильм был номинирован на премию «Оскар» за лучшую режиссёрскую работу (Лайонел Бэрримор) и лучшую женскую роль (Рут Чаттертон).

## Сюжет
Темпераментный Луи выгнал на улицу жену Жаклин Флориот, отобрав у неё сына. Она же, не в силах что-либо сделать, погружается в пучину разврата. Через 20 лет её сын, который стал адвокатом, будет защищать её в суде, даже не подозревая о том, кто она.

## В ролях
- Льюис Стоун — Луи Флориот
- Рут Чаттертон — Жаклин Флориот
- Раймонд Хакетт — Реймонд Флориот
- Холмс Херберт — Ноэль
- Юджин Бессерер — Роза
- Митчелл Льюис — полковник Ганби
- Улльрих Хаупт — Ларок
- Сидни Толер — доктор Меривел
- Ричард Карл — Периссард
- Клод Кинг — Валморин
- Генри Арметта — хозяин гостиницы (в титрах не указан)